# Октябрь (Кемеровская область)
Октябрь — посёлок в Прокопьевском районе Кемеровской области. Входит в состав Кузбасского сельского поселения.

## География
Центральная часть населённого пункта расположена на высоте 260 метров над уровнем моря.

## Население
По данным Всероссийской переписи населения 2010 года, в посёлке Октябрь проживает 97 человек (48 мужчин, 49 женщин).